# Gigi (opera teatrale)
Gigi è una commedia di Anita Loos, tratta dall'omonimo romanzo della scrittrice francese Colette.
È la prima interpretazione teatrale, come protagonista, dell'attrice britannica Audrey Hepburn.
Diretta da Raymond Roulear e prodotta da Gilbert Miller, la commedia aprì i battenti a Broadway, il 24 novembre 1951, al Teatro Fulton.
Fu un successo di critica e di botteghino e Audrey Hepburn ricevette notevoli critiche positive. L'attrice vinse il Theatre World Award per i debutti teatrali. Nel 1958, dallo stesso romanzo di Colette, fu girato il film Gigi, diretto da Vincente Minnelli.

## Trama
La trama dell'opera segue generalmente quella del romanzo, incentrandosi su una giovane donna parigina del XIX secolo, Gigi, avviata ad una carriera di cortigiana. Lei vive con la madre e la nonna, e prende lezioni a casa della zia. Studia quindi buone maniere, conversazione e relazioni personali. La famiglia ha importanti relazioni sociali, ed è grande amica del ricco playboy Gaston. Egli è annoiato della propria vita e la sua unica felicità sembra essere la compagnia di Gigi e della sua famiglia.
La zia Alicia decide che è giunto il tempo per Gigi del suo ingresso in società. Dopo averla vestita per l'occasione, ella viene presentata a Gaston come una signorina. Lui dapprima è sbigottito dal cambiamento di Gigi, però gradualmente si rende conto che è attratto da lei, e la porta in città. Con il trascorrere della notte, Gaston capisce il vuoto della propria vita volendo di più. Propone a Gigi di sposarlo, e lei accetta volentieri.

## Prima rappresentazione in Italia

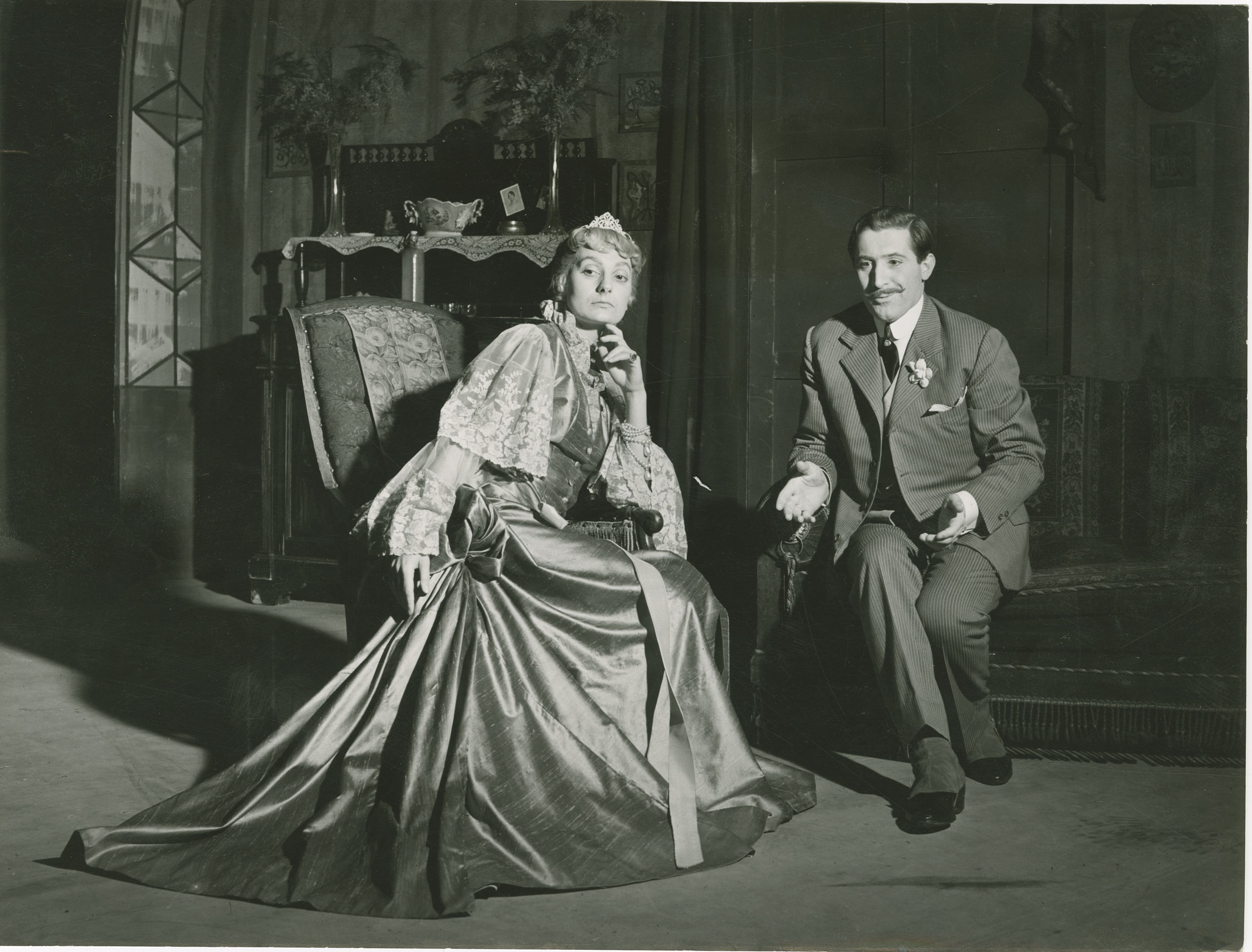
Rossella Falk e Romolo Valli durante la rappresentazione della commedia nel 1955

La prima rappresentazione italiana è stata per iniziativa della Compagnia dei giovani il 14 aprile 1955 al Teatro Carignano di Torino, regia di Giorgio De Lullo, scene di Mario Chiari, costumi di Maria de Matteis, con Anna Maria Guarnieri (Gigi),
Rossella Falk (Alice), Elsa Albani (Andrée), Lola Braccini (Alvarez), Romolo Valli (Gastone), Valerio Ruggeri.

## Curiosità
- Dopo aver visto il suo nome illuminato sul cartellone dello spettacolo, Audrey Hepburn disse: «Oh, cielo. E devo ancora imparare a recitare.»[3]
- Il successo dello spettacolo aiutò la Hepburn ad ottenere il provino per Vacanze romane, film per il quale vinse un Oscar, nel 1954.[senza fonte]

## Influenza culturale
- Il disco della colonna sonora dello spettacolo compare nella copertina dell'album Ummagumma dei Pink Floyd.